# Muzeum oliwek i greckiej oliwy w Sparcie
Muzeum oliwek i greckiej oliwy w Sparcie (gr. Μουσείο Ελιάς και Ελληνικού Λαδιού) – muzeum w greckiej Sparcie poświęcone historii i technologii uprawy oliwek oraz produkcji oliwy na terenie Grecji, od czasów prehistorycznych do początku XX wieku. Placówka położona jest w centrum Lakonii, jednego z głównych miejsc produkcji oliwek w Grecji.

## Cel funkcjonowania
Celem działania muzeum jest podkreślenie istotnego związku oliwki z tożsamością narodową Greków. Oliwki i oliwa są tutaj prezentowane z różnych perspektyw: ekonomicznej, odżywczej, technologicznej, religijnej i artystycznej.

## Ekspozycja

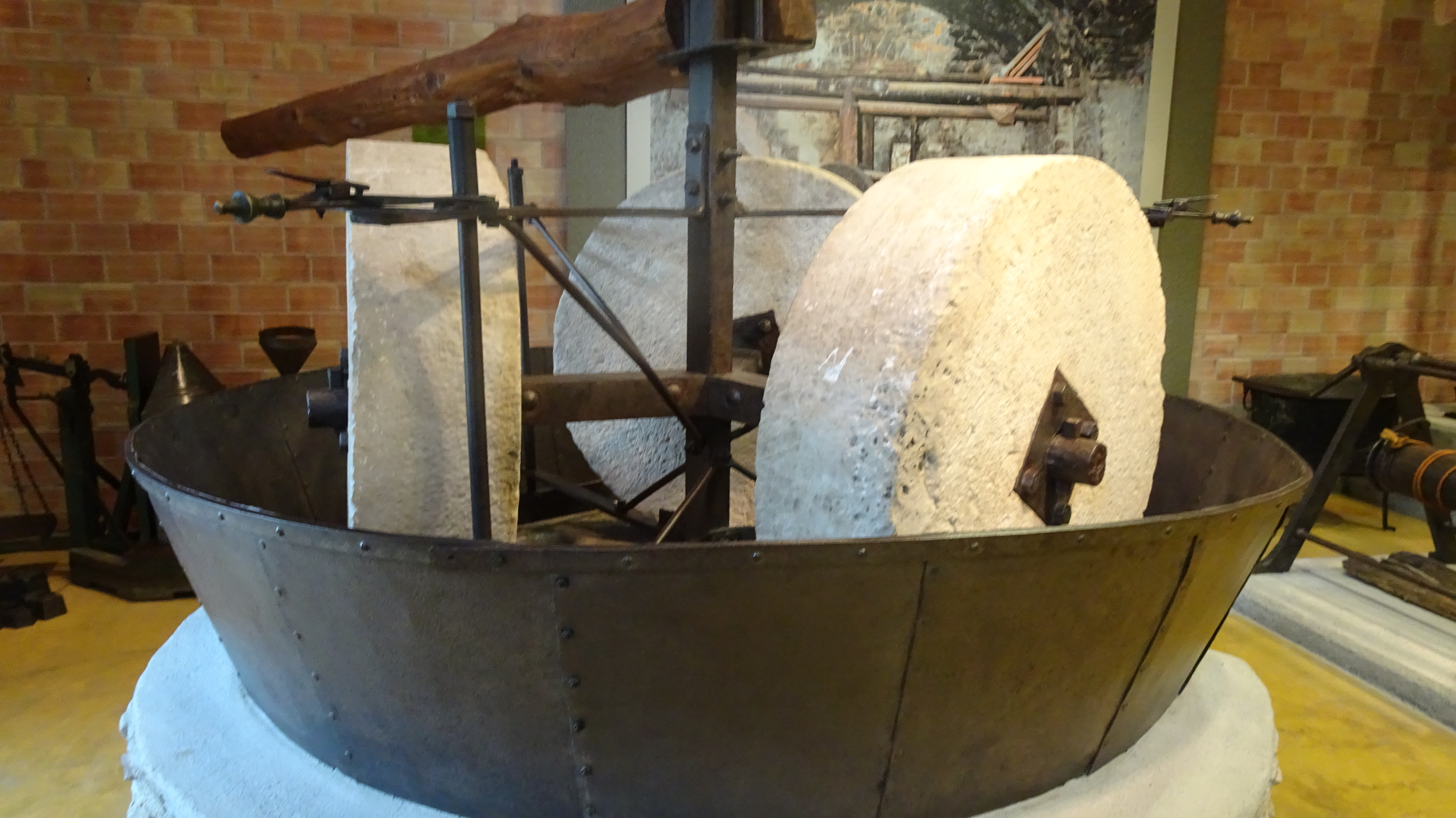
XX-wieczny młyn oliwny z Leukady

Placówka oferuje możliwość prześledzenia pierwszych świadectw o obecności drzewa oliwnego i produkcji oliwy z oliwek w Grecji, m.in. skamieniałości oliwne z wyspy Santorini, mające 50 000–60 000 lat. Są to najstarsze znaleziska świadczące o obecności drzewa oliwnego w Grecji. Prezentowane są też repliki tabliczek linearnych z XIV wieku p.n.e. z pierwszymi pisemnymi świadectwami o oliwkach i oliwie. Ekspozycja pokazuje wykorzystanie oliwy do żywienia, pielęgnacji ciała, czy oświetlenia w różnych wiekach. Muzeum ukazuje również znaczenie symboliczne oliwek w mitologii, religii, obyczajowości i zwyczajach Greków, a także prezentuje grecką sztukę starożytną i współczesną inspirowaną oliwą i oliwkami.
Otwarta w 2007 ekspozycja półplenerowa pokazuje repliki prehistorycznych, hellenistycznych i bizantyńskich pras do oliwek, napędzanych siłą zwierząt oraz późniejszych, w tym mechanicznych i silnikowych. Osobny moduł ekspozycji poświęcono produkcji mydła domowego i przemysłowego: od kotła (harani), używanego jeszcze w niektórych miejscowościach współcześnie przez gospodynie domowe do wyrobu mydła, po aparaty używane w przemyśle. 
Wystawę uzupełnia mapa stanowisk archeologicznych produkcji oliwy i położenia tradycyjnych współczesnych tłoczni oliwek, które można odwiedzić na Peloponezie i w pozostałej części Grecji. Część ekspozycji przeznaczona jest dla dzieci.